# Косарык
Косарык (каз. Қосарық, до 2020 г. — Полуказарма) — село в Чиилийском районе Кызылординской области Казахстана. Входит в состав Акмаянского сельского округа. Код КАТО — 435233500.

## Население
В 1999 году население села составляло 136 человек (81 мужчина и 55 женщин). По данным переписи 2009 года, в селе проживали 132 человека (74 мужчины и 58 женщин).